# Benón de Meissen
Benón  Meissen, en latín Benno (Sajonia, 1010 - Meissen, 16 de junio de 1106) fue un monje benedictino alemán, obispo de Meissen. Patrón de Munich y de toda Baviera.

## Biografía
Benón había nacido en una familia noble de Sajonia hacia comienzos del siglo XI. Fue criado por san Bernwardo y educado en la abadía benedictina de San Miguel de la misma ciudad. En 1028 se hizo monje y en 1040 fue ordenado sacerdote; en 1062 Fue canónigo del convento palatino de los Santos Simón y Judas de  Goslar, capellán del emperador Enrique III y  en 1066 fue nombrado obispo de Meissen (Sajonia)  por el emperador Enrique IV. 
Durante la guerra entre los sajones y el emperador, Benón apoyó a sus compatriotas, aunque no tomó parte activa en el conflicto. Aun así, los soldados imperiales invadieron Meissen y la saquearon, encarcelando al obispo. Obtuvo la libertad en 1078, haciendo un juramento de fidelidad a Enrique IV. Apoyó, al rebelde Rodolfo de Rheinfelden y, en 1085, al papa Gregorio VII (1073-1085) en la Querella de las Investiduras. Enrique IV, entonces, le destituyó en la Dieta de Magúncia y le sustituyó de su sede por Félix, el mismo 1085. Según la leyenda, marchó de Meissen, Benón habría ordenado a un canónigo arrojar al río Elba; las llaves de su catedral si el emperador excomulgado insistía en entrar por la fuerza. Cuando regresó a Roma, un pescador le entregó un gran pez de cuyas aletas pendían las llaves. De acuerdo con otra versión, las habría encontrado en el vientre de un pez que había comprado en el mercado. Se advierte así una variante cristiana de "El Anillo" de Polícrates. Fue canonizado el 31 de mayo de 1523 por el Papa Adriano VI. Su canonización hizo enfurecer a Lutero.  

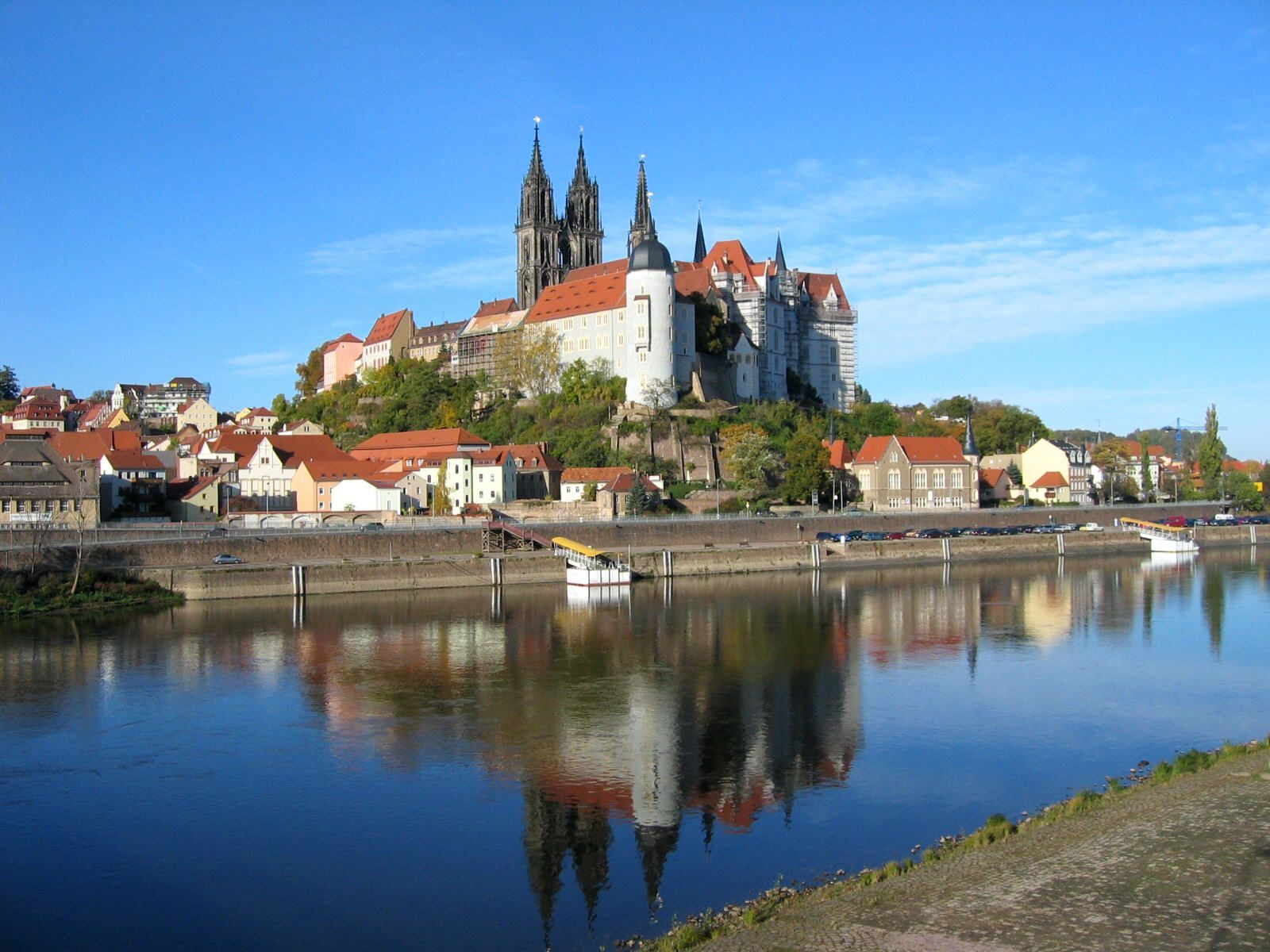
Meissen y su catedral

A la muerte del papa, Benón fue a Italia y prestó obediencia a Guiberto, proclamado antipapa Clemente III con el apoyo de Enrique IV, recuperando así el obispado. En 1097, reconoció el papa legítimo, Urbano II.
Probablemente murió hacia el 1106 o 1107. Trabajó mucho por su diócesis, donde reformó la disciplina eclesiástica según el modelo de Hildebrando, y la hizo prosperar materialmente.

## Veneración
En 1285, su cuerpo fue colocado en una urna en el altar de la catedral de Meissen, y comenzaron en atribuírsele milagros. Los monjes de Meissen y Jorge, duque de Sajonia, comenzaron una campaña para la canonización de Benón al final del siglo XV: eso daría prestigio en el capítulo y, por el duque, serviría de modelo por su deseada reforma de la Iglesia. Fue canonizado en 1523 por Adriano VI. La ceremonia de exhumación de las relíquias dio pie a que Martín Lutero escribiera un panfleto contrario al culto a los santos, que fue contestado por otro de Hyeronimus Emser. 
Cuando el protestantismo se impuso en Sajonia, la tumba de Benón fue destruida en 1539. El obispo Juan VIII salvó las reliquias y las llevó a su castillo de Stolp, de donde pasaron a Wurzen y, finalmente a la Frauenkirche, la catedral de Múnich, donde están actualmente, juntamente con otras reliquias del santo, como su báculo y la capa pluvial.
Fue proclamado patrón de Múnich y, más tarde, de la diócesis de Dresde-Meissen. Es patrón de los pescadores. En España la población aragonesa de Villarroya de los Pinares celebra en su honor las fiestas patronales el 17 de junio. La devoción al santo se debe según cuentan en la población por la milagrosa curación de un pudiente vecino del pueblo enrolado en los Tercios durante las guerras religiosas de Carlos I en Alemania.

## Biografía
- Wikimedia Commons alberga una categoría multimedia sobre Benón de Meissen.
- Santi, beati e testimoni. "San Bennone (Benno) di Meissen".

http://www.parroquiasanmartin.com/sanbenondemeissen.html
- Datos: Q61625
- Multimedia: Benno / Q61625